# Labus arcuatus
Labus arcuatus är en stekelart som beskrevs av Giordani Soika. Labus arcuatus ingår i släktet Labus och familjen Eumenidae. Inga underarter finns listade i Catalogue of Life.